# Lotten Dellvik
Sara Charlotta (Lotten) Dellvik, född 5 maj 1820 i Jönköping, död 5 mars 1889, var en svensk porträttmålare.
Hon var dotter till livmedikus Carl Dellvik och Theresia Charlotta Lindblom samt gift med regementsläkaren Albert Julius Björk (1812–1867). Hennes konst består huvudsakligen av porträtt.